# The Lying Game
The Lying Game ist eine US-amerikanische Fernsehserie, die zwischen dem 15. August 2011 und dem 12. März 2013 auf ABC Family ausgestrahlt wurde. Die Serie basiert auf der gleichnamigen Buchreihe von Sara Shepard und umfasst zwei Staffeln mit 30 Episoden. Die deutschsprachige Erstausstrahlung erfolgte am 2. Februar 2015 auf dem Free-TV-Sender Disney Channel.

## Handlung

### Staffel 1
Die 17-jährige Sutton Mercer, welche in einer reichen Familie in Scottsdale, Phoenix aufgewachsen ist, findet heraus, dass sie eine Zwillingsschwester namens Emma Becker hat, die aus ärmlichen Verhältnissen stammt und zuletzt bei einer Pflegefamilie in Las Vegas untergekommen ist. Bei ihrer ersten richtigen Begegnung überredet Sutton ihre Schwester, für einige Tage die Rollen zu tauschen, damit Sutton ungestört in Los Angeles nach ihrer Mutter suchen kann. Sutton kehrt jedoch nach der vereinbarten Zeit nicht zurück, woraufhin Emma beschließt, vorerst weiter die Identität Suttons anzunehmen. Nach und nach erfährt Emma, dass Sutton viele Geheimnisse hat, was es nicht leichter macht, ihre Identität anzunehmen. Unterstützt wird sie von Ethan Whitehorse, in den sich Emma verliebt.
Sie finden heraus, dass der Name ihrer leiblichen Mutter Annie Hobbs lautet und früher auf dieselbe Schule wie Suttons Adoptiveltern, Mads Vater und Chars Mutter ging. Sie ist nun Patientin in einer psychiatrischen Klinik. Sutton kehrt zurück nach Scottsdale und will wieder ihren Platz eintauschen, doch sie wird beinahe durch Derek getötet. Dadurch kann sie aber wieder in ihr altes Leben zurückkehren. Sie müssen die Plätze jedoch wieder tauschen. Nachdem Derek tot aufgefunden worden ist, wird Ethan beschuldigt. Er will mit Emma fliehen, doch diese wird von der Polizei vernommen, weshalb Sutton mit Ethan flieht, da es zu gefährlich ist, dass Emma und Sutton am gleichen Ort sind. Dadurch wird die Beziehung von Emma und Ethan auf eine harte Probe gestellt, die sich anschließend trennen.
Emma fällt es mit der Zeit immer schwerer ihre „Familie“ anzulügen, da sie sich in keiner Familie vorher so wohl gefühlt hat. Im späteren Verlauf der Staffel weiht Emma Mads und Thayer in das Geheimnis ein. Die beiden unterstützen Emma und Sutton bei ihren Ermittlungen. Dabei stoßen sie auf eine Spur die zu Alec Rybak, dem Vater von Mads und Thayer, führt, der wegen des Mordes an Derek verhaftet wird. Außerdem taucht Rebecca Sewell, eine alte Klassenkameradin von Alec und Ted, auf, die Alec heiratet, bevor dieser verhaftet wird.
Im Staffelfinal erfährt man, dass Rebecca die leibliche Mutter von Emma und Sutton ist, und dass Sutton schon länger mit Rebecca in Kontakt steht.

### Staffel 2
Zu Beginn der Staffel sitzt Alec wegen des Mordes an Derek in Untersuchungshaft und bittet Theresa Lopez, die Freundin von Dan Whitehorse, um Hilfe. Diese schafft es, seine Unschuld zu beweisen. Das passiert jedoch sehr zum Missfallen von Rebecca, da diese ihre eigenen Ziele verfolgt. Sie will sich an Alec rächen, der ihr damals die Zwillinge weggenommen hat und will außerdem die Ehe von Ted und Kristin zerstören, da sie wieder mit Ted zusammenkommen will. Unterdessen wird Emma von Alec vor Sutton gewarnt. Da sie Sutton nicht mehr traut, versucht sie zusammen mit Thayer hinter die wahre Identität ihrer Mutter zu kommen. Die beiden kommen sich dabei näher und kommen schließlich zusammen. Außerdem findet Emma heraus, dass Rebecca ihre Mutter ist und Sutton dies schon seit einer Weile wusste. Außerdem weiht sie Laurel in das Geheimnis der Zwillinge ein.
Rebeccas Stiefsohn Jordan Lyle taucht in Scottsdale auf, um seiner Stiefmutter zu helfen, da diese ihn mit seiner Vergangenheit erpresst. Er soll sich an Laurel ran machen, aber Jordan verliebt sich in Mads und beginnt, sich gegen Rebecca zu stellen. Auch Sutton beginnt langsam, an der Loyalität ihrer Mutter zu zweifeln und hinterfragt die Pläne. Emma wiederum findet heraus, dass Rebecca und Ted vor Jahren eine Affäre hatten und dass dieser ihr leiblicher Vater ist. Diese Affäre sorgt auch dafür, dass Kristin die Scheidung einreicht. Rebecca sieht sich am Ziel ihrer Träume, doch sie hat nicht damit gerechnet, dass Theresa weiterhin nach dem wahren Mörder von Derek sucht. Als sie, einen Tag vor ihrer Hochzeit mit Dan, einen Hinweis erhält, macht sich Theresa sofort auf den Weg und wird Tage später tot aufgefunden. Die Zwillinge kommen Rebecca auf die Spur und glauben, dass diese Derek und Theresa umgebracht hat. Als auch noch eine Kette von Rebecca an Theresas Leiche gefunden wird, flüchtet Rebecca. Bei einer Trauerfeier fällt Alec schließlich vom Dach.
Im Serienfinale macht Emma schließlich mit Thayer wegen ihrer Gefühle zu Ethan Schluss. Dieser rastet schließlich aus und verwüstet sein Zimmer mit einer Brechstange. Die Brechstange ist dieselbe, mit der Derek und Theresa umgebracht wurden.

## Figuren
Emma BeckerEmma ist bei insgesamt zwölf Pflegefamilien aufgewachsen. Emma und Sutton lernen sich kennen und beschließen die Rollen zu tauschen, damit Sutton die gemeinsame Mutter suchen kann. Emma als Sutton fängt eine aufrichtige Beziehung mit Ethan an, der zuvor mit Sutton zusammen war. Als Emmas Identität beinahe auffliegt, fragt sie sich, wie lange sie dies noch durchhalten kann bzw. will. Sutton übernimmt wieder ihr Leben und Emma wohnt fortan in einer verlassenen Hütte, wo sie sich mit Thayer anfreundet. Später vertraut sie sich Mads an und erzählt ihr von den Ereignissen der letzten Monate. Als sie erfährt, dass sich Ethan und Sutton geküsst haben, trennt sie sich von ihm, da sie denkt, dass er sich wünsche, dass ein Teil von ihr Sutton wäre. In der zweiten Staffel kommt sie mit Thayer zusammen und erlebt ihren ersten Sex mit ihm. Aber ihre Gefühle zu Ethan sind größer, weshalb sie im Serienfinale mit ihm Schluss macht.
Sutton Penelope MercerSutton ist privilegiert und in einer liebevollen Familie groß geworden. Nach der ersten Begegnung mit Emma, beschließt Sutton, dass sie sich auf die Suche nach der gemeinsamen biologischen Mutter macht. Sutton ist mit Ethan zusammen, verbirgt dies jedoch vor der Öffentlichkeit. Im späteren Verlauf der Serie trennen sie sich. In Los Angeles bekommt sie Hilfe von Thayer, mit dem sie eine Affäre anfängt. Als sie nach Scottsdale zurückkehrt, muss sie erkennen, das Emma ihr Leben übernommen hat. Deshalb beschließt sie allen zu verraten, dass sie die wahre Sutton ist. Sie wird jedoch von Derek niedergeschlagen, der schließlich ihren Wagen in einem See versenkt. Sie wird von Annie Hobbs, ihrer vermeintlichen Mutter, gerettet und tritt wieder in ihr altes Leben. Später flieht sie mit Ethan, da dieser für den Mord an Derek beschuldigt wird und sie kommen zwischenzeitlich bei seinem Vater Ben unter. Die beiden kommen sich freundschaftlich näher, sie erzählt ihm, dass sie ihn liebt, und sie küssen sich. Im ersten Staffelfinale klopft Sutton an die Tür von Rebecca und sagt zu ihr „Hallo, Mama“ und man erfährt, dass die beiden schon länger in Kontakt stehen. In der zweiten Staffel hilft sie ihrer Mutter bei der Verwirklichung ihrer Pläne.
Dr. Ted MercerTed ist der Vater von Laurel und der Adoptivvater von Sutton. Er ist der Ehemann von Kristin und ein erfolgreicher plastischer Chirurg. Er ist der beste Freund von Alec und die beiden versuchen die Wahrheit über das Herkommen von Sutton zu verheimlichen. Er hatte vor Jahren eine Affäre mit Rebecca und ist der leibliche Vater von Emma und Sutton.
Laurel MercerLaurel ist Teds und Kristins 16-jährige Tochter und die Adoptivschwester von Sutton. Sie ist ein frecher, sarkastischer Teenager, die liebend gern singt und Geige spielt. Nachdem Sutton mit Emma die Rollen getauscht hat, freunden sich die falsche Sutton und Laurel gut an. Sie beginnt eine Beziehung mit dem neuen Schüler Justin, der später aber plötzlich mit ihr Schluss macht. Sie wird Mitglied in einer Band um den Sänger Baz, mit dem sie später zusammenkommt. In der zweiten Staffel findet sie das launische Verhalten von Sutton komisch und glaubt, dass es noch eine „Sutton“ gibt. Sie erfährt schließlich die Wahrheit und ist somit in das Geheimnis von Sutton und Emma eingeweiht.
Madeline Margo „Mads“ RybakMadeline ist eine coole, intelligente 18-jährige Highschool-Schülerin und eine von Suttons und Chars besten Freundinnen. Kürzlich musste sie sich von ihrem geliebten Bruder Thayer verabschieden, der nach Los Angeles gezogen ist, wobei Mads mit ihrem Vater Alec zurückblieb. Mads weiß zwar nicht, dass Sutton durch Emma ersetzt wurde, bemerkt aber schnell, dass sich Sutton anders als sonst verhält, was ihr sehr gefällt. Sie verliebt sich in ihren Ballett-Lehrer Eduardo und sie beginnen eine Affäre. Er gerät in einen Autounfall und wird in ein anderes Krankenhaus verlegt, weshalb sie keinen Kontakt mehr haben. Sie geht später mit ihrem Mitschüler Ryan aus. Emma erzählt Mads von Sutton und ihr, später bestätigt Thayer die Sache. Sie freundet sich mit Emma an und beendet die Freundschaft zu Sutton. In der zweiten Staffel hat sie ein One-Night-Stand mit Jordan Lyle, in den sie sich verliebt. Die beiden kommen zusammen, doch Jordans Vergangenheit steht zwischen ihnen, weswegen sich die beiden wieder trennen.
Ethan WhitehorseEthan ist ein „Bad Boy“ sowie der Bruder des örtlichen Polizisten Dan. Er arbeitet in einem Country Club und war früher in einer Jugendstrafanstalt. Er ist seit fast einem Jahr in einer heimlichen Beziehung mit Sutton und findet heraus, dass diese nicht die richtige Sutton ist, hilft den Zwillingsschwestern bei der Suche nach der leiblichen Mutter und wird zu Emmas Vertrauten. Er trennt sich von ihr, um mit Emma zusammen sein zu kommen. Nachdem Dereks Leiche gefunden worden ist, wird Ethan beschuldigt ihn getötet zu haben, woraufhin er mit Emma fliehen möchte. Diese wird von der Polizei vernommen, weswegen er mit Sutton flieht. Die beiden suchen Zuflucht im Reservat seines Vaters Ben. Dabei kommen sie sich freundschaftlich näher, später küssen sie sich, was für ihn aber keine Bedeutung hat. Er wird vom FBI verhaftet und wird als Mörder beschuldigt, wird aber später freigelassen. Nachdem Emma von dem Kuss erfahren hat, trennt sie sich von Ethan. In der zweiten Staffel hängt er immer noch an Emma, beginnt aber eine Affäre mit Sutton. Außerdem freundet er sich mit Jordan an.
Kristin MercerKristin ist Teds Ehefrau, Laurels leibliche Mutter und die Adoptivmutter von Sutton. Sie freundet sich mit Rebecca an und wird mit der Zeit misstrauischer gegenüber ihrem Mann. Als sie von der Affäre zwischen Ted und Rebecca erfährt, reicht sie die Scheidung ein. Außerdem kommt sie und Alec sich näher.
Charlotte „Char“ ChamberlinChar ist eine von Suttons und Mads besten Freundinnen. Sie verbirgt hinter ihrer glücklichen Ausstrahlung, dass ihre Mutter Phyllis wegen Drogen- und Alkoholproblemen von einer Rehabilitationsklinik zurückgekehrt ist. Sie kommt mit ihrem Mitschüler Derek zusammen, der jedoch später mit ihr Schluss macht. Char ist die Nichte von Rebecca, weshalb sie die Cousine von Emma und Sutton ist. Nachdem ihre Mutter zwangseingewiesen wird, muss sie bei ihrem Vater leben, weshalb sie nach Florida reist.
Nisha RandallNisha ist Suttons größte Rivalin und frühere beste Freundin und möchte überall besser sein als diese. Sie hatte eine Affäre mit Suttons Freund Luke, weswegen Sutton bzw. Emma mit ihm Schluss gemacht hat.
Annie „Rebecca“ SewellDie leibliche Mutter von Emma und Sutton, die Schwester von Phyllis und die Tante von Char. Sie war mit Ted, Kristin und Alec auf einer Highschool. Sie beginnt eine Beziehung mit letzterem, im ersten Staffelfinale heiraten die beiden.

## Produktion
Im Februar 2011 bestellte ABC Family die Serie. Alexandra Chando und Helen Slater wurden schon im November 2010 für die Pilotfolge gecastet. Wenige Tage später wurde Andy Buckley für die Rolle des Ted Mercer ausgewählt. Ein Monat vor Serienbeginn kam Rick Malambri in der Rolle des Eduardo hinzu. Am 3. November wurde Charisma Carpenter für einen Handlungsbogen als Annie „Rebecca“ Sewell gecastet.
Am 16. September 2011 bestellte ABC Family, zehn weitere Episoden, die zur ersten Staffel hinzugezählt werden. So kommt die erste Staffel auf insgesamt 20 Episoden. Aufgrund der steigenden Einschaltquoten in der zweiten Staffelhälfte verlängerte ABC Family die Serie im April 2012 um eine zweite Staffel, deren Produktion im Sommer 2012 begann. Im Juli 2012 wurde Charisma Carpenter für die zweite Staffel in die Hauptbesetzung aufgenommen.
Im Juli 2013 gab ABC Family die Einstellung der Serie bekannt.

## Besetzung und Synchronisation
Die deutschsprachige Synchronisation entstand nach den Dialogbüchern von Jesco Wirthgen, Benjamin Teichmann sowie Uta Kienemann-Zaradic und unter der Dialogregie von Marie-Luise Schramm durch die Synchronfirma SDI Media Germany in Berlin.

### Hauptbesetzung
| Rolle                       | Schauspieler        | Hauptrolle (Episoden) | Nebenrolle (Episoden) | Synchronsprecher  |
| --------------------------- | ------------------- | --------------------- | --------------------- | ----------------- |
| Emma Becker                 | Alexandra Chando    | 1.01–2.10             |                       | Yvonne Greitzke   |
| Sutton Penelope Mercer      | Alexandra Chando    | 1.01–2.10             |                       | Yvonne Greitzke   |
| Dr. Ted Mercer              | Andy Buckley        | 1.01–2.10             |                       | Thomas Schmuckert |
| Laurel Mercer               | Allie Gonino        | 1.01–2.10             |                       |                   |
| Madeline Margo „Mads“ Rybak | Alice Greczyn       | 1.01–2.10             |                       | Nicole Hannak     |
| Ethan Whitehorse            | Blair Redford       | 1.01–2.10             |                       | Valentin Stilu    |
| Kristin Mercer              | Helen Slater        | 1.01–2.10             |                       |                   |
| Charlotte „Char“ Chamberlin | Kirsten Prout       | 1.01–1.10             | 1.11–1.12             | Maria Hönig       |
| Nisha Randall               | Sharon Pierre-Louis | 1.01–1.10             |                       |                   |
| Annie „Rebecca“ Rybak       | Charisma Carpenter  | 2.01–2.10             | 1.11–1.20             | Schaukje Könning  |

### Nebenbesetzung
| Rolle              | Schauspieler        | Rollenbeschreibung | Nebenrolle (Episoden) | Synchronsprecher  |
| ------------------ | ------------------- | --- | --------------------- | ----------------- |
| Dan Whitehorse     | Tyler Christopher   | Ein Polizist und der Bruder von Ethan, die in einem Wohnwagen leben. Er kommt wieder mit seiner Ex-Freundin Theresa zusammen. | 1.01–2.10             | Rainer Fritzsche  |
| Travis Boyle       | Kenneth Miller      | Der perverse Pflegebruder von Emma. | 1.01–1.02, 1.07–1.08  | Jesco Wirthgen    |
| Thayer Rybak       | Christian Alexander | Er ist der große Bruder von Mads und der Sohn von Alec, mit dem er kein gutes Verhältnis hat. Er ist nach Los Angeles gezogen, wo er Sutton, für die er seit seiner Kindheit Gefühle hat, bei der Suche ihrer Mutter unterstützt. Als er nach Phoenix zurückkehrt, freundet er sich mit Emma an und entwickelt Gefühle für sie. Er stellt sich als wahrer Täter von Derek und Theresa heraus. | 1.02–2.10             | Nicolás Artajo    |
| Alec Rybak         | Adrian Pasdar       | Er ist der Vater von Mads und Thayer, außerdem der Patenonkel von Sutton. Er ist Staatsanwalt und weiß über die Zwillinge Bescheid, wobei er ein falsches Spiel spielt. Er beginnt eine Beziehung mit Rebecca und man erfährt, dass er Derek ermordet hat. Ende der ersten Staffel heiraten Rebecca und er und Alec wird wegen Mordes verhaftet.                                              | 1.02–2.10             | Thomas Nero Wolff |
| Derek Rogers       | Ben Elliott         | Er verrichtet illegale Arbeiten für Alec. Er hat zum Beispiel Suttons Laptop gestohlen, er ist mit Char zusammengekommen, um Informationen über Suttons Wissen der leiblichen Mutter zu erfahren, und er hat versucht sie zu töten. Später wird er tot aufgefunden. Zuerst wird Ethan verdächtigt, ihn getötet zu haben, es stellt sich aber heraus, dass es Alec war.                        | 1.02–1.15             |                   |
| Phyllis Chamberlin | Sydney Barrosse     | Sie ist die Mutter von Char und die Schwester von Annie, die drogen- und alkoholsüchtig war. Nachdem sie rückfällig geworden ist, wird sie von Rebecca zwangseingewiesen. | 1.02–1.11             |                   |
| Eduardo Diaz       | Rick Malambri       | Der Ballett-Lehrer von Mads und Char. Er hatte eine heimliche Affäre mit Mads, wird jedoch von Mads Vater bestochen, wieder nach Chicago zu ziehen. Auf dem Weg dorthin hat er einen Autounfall, weswegen er später in ein anderes Krankenhaus verlegt wird. | 1.02–1.07             |                   |
| Justin Miller      | Randy Wayne         | Der Freund von Laurel, der aber plötzlich mit ihr Schluss macht. Man erfährt, dass seine Mutter bei einer Operation, die Laurels Vater geleitet hat, gestorben ist, weshalb Justin Ted die Schuld an ihrem Tod gibt. | 1.03–1.17             | Jeffrey Wipprecht |
| Annie Hobbs        | Stacy Edwards       | Sie gibt vor die Mutter von Emma und Sutton zu sein. Man erfährt jedoch, dass sie ihr Kind bei einem Feuer verloren hat und die zwei Tage alte Emma entführt hat, weshalb sie später in eine Psychiatrie eingewiesen wird. | 1.05–1.14             |                   |
| Dr. Hughes         | Jennifer Griffin    | Sie arbeitet in der psychiatrischen Klinik, in der Annie Patientin ist. | 1.05–1.09             |                   |
| Lexi Samuels       | Dora Madison Burge  | Beste Freundin von Emma, die merkt, dass Sutton nicht Emma ist. | 1.08–1.10             | Lydia Morgenstern |
| Ryan Harwell       | Misha Crosby        | Ein Mitschüler von Mads, der mit ihr ausgeht. | 1.13–1.20             |                   |
| Baz                | Adam Brooks         | Ein Mitschüler und Bandkollege von Laurel. | 1.13–2.02             |                   |
| Ben Whitehorse     | Gil Birmingham      | Der Vater von Ethan und Dan, der ein Pferdereservat besitzt und der mit seinen Söhnen kein gutes Verhältnis hat. Er gewährt Ethan und Sutton Zuflucht, als Ethan des Mordes beschuldigt wird. | 1.16–1.18             |                   |
| Theresa Lopez      | Yara Martinez       | Eine Ex-Freundin von Dan und die Anwältin von Ethan. Später kommt sie wieder mit Dan zusammen. Kurz vor der Hochzeit wird sie von Thayer ermordet. | 1.18–2.09             |                   |
| Jordan Lyle        | Ryan Rottman        | Ein Jugendlicher aus Beverly Hills, der neu nach Scottsdale zieht. Er ist der ehemalige Stiefsohn von Rebecca und freundet sich mit Ethan an. Außerdem hat er einen One-Night-Stand mit Mads gehabt und beginnt sich für Laurel zu interessieren. Letzten Endes kommt er mit Mads zusammen.                                                                                                   | 2.01–2.10             | Roman Wolko       |

## Ausstrahlung
Vereinigte Staaten
Die ersten zehn Episoden der ersten Staffel wurden vom 15. August bis zum 17. Oktober 2011 auf ABC Family ausgestrahlt. Die Pilotfolge erreichte dabei 1,39 Millionen Zuschauer. In der folgenden Woche wurden 1,47 Millionen Zuschauer gemessen. Die restlichen Episoden der ersten Staffel wurden zwischen dem 2. Januar und dem 5. März 2012 gezeigt. Die erste Staffelhälfte wollten 1,3 Millionen Zuschauer sehen, was zu einem Rating von 0,5 Prozent bei den 18- bis 49-Jährigen führte. Die zweite Staffelhälfte steigerte sich auf 1,5 Millionen Zuschauer und einem dazugehörigen Rating von 0,6 Prozent.
Die zweite Staffel wurde zwischen dem 8. Januar und dem 12. März 2013 ausgestrahlt.
Deutschland
Die deutschsprachige Erstausstrahlung erfolgte zwischen dem 2. Februar und dem 13. April 2015 auf dem Free-TV-Sender Disney Channel. Die zweite Staffel wurde direkt im Anschluss an die erste Staffel zwischen dem 20. April und dem 18. Mai 2015 auf dem Sender ausgestrahlt.
International
International wird die Serie in Südafrika, Kanada, dem Vereinigten Königreich, Israel, Norwegen, Mexiko und Litauen ausgestrahlt.

## Episodenliste

### Staffel 1
| Nr. (ges.) | Nr. (St.) | Deutscher Titel             | Originaltitel                      | Erstausstrahlung USA | Deutschsprachige Erstausstrahlung (D) |
| ---------- | --------- | --------------------------- | ---------------------------------- | -------------------- | ------------------------------------- |
| 1          | 1         | Rollentausch                | Pilot                              | 15. Aug. 2011        | 2. Feb. 2015                          |
| 2          | 2         | Die neue Sutton             | Being Sutton                       | 22. Aug. 2011        | 2. Feb. 2015                          |
| 3          | 3         | Kodex der Schwesternschaft  | Double Dibs                        | 29. Aug. 2011        | 9. Feb. 2015                          |
| 4          | 4         | Der wiederkehrende Alptraum | Twinsense and Sensibility          | 5. Sep. 2011         | 9. Feb. 2015                          |
| 5          | 5         | Aufgedeckt                  | Over Exposed                       | 12. Sep. 2011        | 16. Feb. 2015                         |
| 6          | 6         | Herzensbrecher              | Bad Boys Break Hearts              | 19. Sep. 2011        | 16. Feb. 2015                         |
| 7          | 7         | Enthüllungen                | Escape from Sutton Island          | 26. Sep. 2011        | 23. Feb. 2015                         |
| 8          | 8         | Ich habe noch nie...        | Never Have I Ever                  | 3. Okt. 2011         | 23. Feb. 2015                         |
| 9          | 9         | Hohe Einsätze               | Sex, Lies and Hard Knocks High     | 10. Okt. 2011        | 2. März 2015                          |
| 10         | 10        | Konfrontationen             | East of Emma                       | 17. Okt. 2011        | 2. März 2015                          |
| 11         | 11        | Rückkehr                    | O Twin, Where Art Thou?            | 2. Jan. 2012         | 9. März 2015                          |
| 12         | 12        | Aus Spaß wird Ernst         | When We Dead Awaken                | 9. Jan. 2012         | 9. März 2015                          |
| 13         | 13        | Schön, mich zu treffen      | Pleased to Meet Me                 | 16. Jan. 2012        | 16. März 2015                         |
| 14         | 14        | Neue Puzzleteile            | Black and White and Green All Over | 23. Jan. 2012        | 16. März 2015                         |
| 15         | 15        | Alibi                       | Dead Man Talking                   | 30. Jan. 2012        | 23. März 2015                         |
| 16         | 16        | Versteckspiel               | Reservation For Two                | 6. Feb. 2012         | 23. März 2015                         |
| 17         | 17        | Studentenverbindung         | No Country For Young Love          | 13. Feb. 2012        | 30. März 2015                         |
| 18         | 18        | Zu Unrecht angeklagt        | Not Guilty as Charged              | 20. Feb. 2012        | 30. März 2015                         |
| 19         | 19        | Coachella, wir kommen       | Weekend of Living Dangerously      | 27. Feb. 2012        | 13. Apr. 2015                         |
| 20         | 20        | Unheilvolle Hochzeit        | Unholy Matrimony                   | 5. März 2012         | 13. Apr. 2015                         |

### Staffel 2
| Nr. (ges.) | Nr. (St.) | Deutscher Titel    | Originaltitel             | Erstausstrahlung USA | Deutschsprachige Erstausstrahlung (D) |
| ---------- | --------- | ------------------ | ------------------------- | -------------------- | ------------------------------------- |
| 21         | 1         | Intrigen           | The Revengers             | 8. Jan. 2013         | 20. Apr. 2015                         |
| 22         | 2         | Unfaire Kämpfe     | Cheat, Play, Love         | 15. Jan. 2013        | 20. Apr. 2015                         |
| 23         | 3         | Vorteil Sutton     | Advantage Sutton          | 22. Jan. 2013        | 27. Apr. 2015                         |
| 24         | 4         | Die Auszeichnung   | A Kiss Before Lying       | 29. Jan. 2013        | 27. Apr. 2015                         |
| 25         | 5         | Viel Lärm um alles | Much Ado About Everything | 5. Feb. 2013         | 4. Mai 2015                           |
| 26         | 6         | Der Plan           | Catch Her In The Lie      | 12. Feb. 2013        | 4. Mai 2015                           |
| 27         | 7         | Nichts als Reue    | Regrets Only              | 19. Feb. 2013        | 11. Mai 2015                          |
| 28         | 8         | Familiendramen     | Bride and Go Seek         | 26. Feb. 2013        | 11. Mai 2015                          |
| 29         | 9         | Wo ist Theresa?    | The Grave Truth           | 5. März 2013         | 18. Mai 2015                          |
| 30         | 10        | Lug und Trug       | To Lie For                | 12. März 2013        | 18. Mai 2015                          |